# Epistephium portellianum
Epistephium portellianum är en orkidéart som beskrevs av João Barbosa Rodrigues. Epistephium portellianum ingår i släktet Epistephium och familjen orkidéer. Inga underarter finns listade i Catalogue of Life.